# USNS City of Bismarck (T-EPF-9)
USNS City of Bismarck (T-EPF-9) — експедиційний швидкісний транспорт, дев'ятий в серії з 14 суден типу «Спірхед» які будуються на верфі компанії Austal USA в місті Мобіл, штат Алабама, на замовлення ВМС США відповідно до контракту, укладеного в листопаді 2008 року.

## Історія створення
Контракт на будівництво судна був укладений 24 лютого 2014 року. У вересні 2015 року міністр ВМС США Рей Мабус оголосив про те, що корабель буде названий на честь міста Бісмарк, столиці штату Північна Дакота. Він стане першим кораблем з такою назвою в складі ВМС США. Церемонія закладання кіля відбулася 18 січня 2017 року. На заставної дошці свій підпис поставив Роберт Вефальд, колишній окружний суддя штату Північна Дакота. 13 травня 2017 року відбулася церемонія хрещення. Хрещеною матір'ю корабля стала Джейн Харман, колишня Член Палати представників США. 7 червня було спущено на воду. 14 вересня успішно завершило заводські ходові випробування, які протягом двох днів проводились в Мексиканській затоці. 20 жовтня судно успішно завершило приймальні випробування в Мексиканській затоці. 19 грудня передано ВМС США.Порт приписки місто Сан-Дієго.